# 헤마글루티닌 에스테라아제
헤마글루티닌 에스터레이스(HE,Hemagglutinin esterase 또는 헤마글루티닌 에스테라아제)는 특정 외피 바이러스가 소유하고 침입 메커니즘으로 사용하는 당단백질(glycoprotein)이다. HE는 숙주 세포 표면에서 발견되는 특정 시알산(Sialic acid) 수용체의 부착 및 파괴를 돕는다. HE를 보유한 바이러스에는 인플루엔자 C 바이러스, 토로 바이러스 및 코로나 바이러스(SARS 유사 코로나 바이러스 제외)가 포함된다. HE(Hemagglutinin esterase )는 2개의 단량체로 구성된 이량체(dimer) 막 횡단 단백질이며, 각 단량체는 3 개의 도메인으로 구성된다. 세 가지 도메인은 막 융합, 에스테라아제(esterase) 및 수용체 결합 도메인이다.

## 같이 보기
- 스파이크 단백질